# بابتيست رو
بابتيست رو (بالفرنسية: Baptiste Roux) هو لاعب كرة قدم فرنسي في مركز الدفاع، ولد في 26 نوفمبر 1999 في بريسوير في فرنسا.

## وصلات خارجية
- بابتيست رو على موقع إي إس بي إن إف سي (الإنجليزية)
- بابتيست رو على موقع قاعدة بيانات كرة القدم.إي يو (الإنجليزية)
- بابتيست رو على موقع Soccerway.com (الإنجليزية)